# Локсодрома

Локсодрома от полюса до полюса

Локсодрома, или локсодромия (от др.-греч. «λοξός» — «косой», «наклонный» и «δρόμος» — «путь») — кривая на поверхности вращения, пересекающая все меридианы под постоянным углом, называемым локсодромическим путевым углом.

## История
Введена в рассмотрение португальским математиком Нониусом в 1529 году.
В труде «Tiphys batavus» (1624) нидерландский математик Виллеброрд Снелл пересекающую все меридианы под постоянным углом кривую назвал «локсодромой», исследовал её. Работа состояла из двух частей — теоретической и практических упражнений с рекомендациями.

## В геодезии и картографии
На поверхности Земли локсодромами являются все параллели (путевой угол может быть равен 90°, 270° и т. д.) и все меридианы (путевой угол 0°, 180° и т. д.). Локсодромы под остальными углами являются спиралями, совершающими неограниченное число витков, приближаясь к полюсам. Тем не менее, если путешественник будет двигаться по любой локсодроме (кроме параллелей) с постоянной скоростью не останавливаясь, то он обязательно придёт к одному из полюсов за конечное время. Картографическая проекция, в которой все локсодромы изображены прямыми, называется проекцией Меркатора.

## В навигации
Если передвигаться с фиксированным путевым углом по Земле, которую условно принять за сферу или геоид, то траектория движения объекта и будет локсодромией. Локсодрома не является кратчайшим путём между двумя пунктами (исключение — меридианы и экватор). Тем не менее, в старину суда и путешественники нередко двигались по локсодромам, так как идти под постоянным углом к Полярной звезде проще и удобнее. С изобретением компаса мореплаватели перешли на движение по «магнитным локсодромам», то есть по линиям с постоянным углом к магнитному северу, что дало возможность продолжать движение и в облачную погоду. Но как только были выяснены магнитные склонения во всех местах Земли, люди вновь перешли на обычные локсодромы. Даже в XX веке локсодромия использовалась при расчёте требуемого курса при прокладке маршрута самолётов и морских судов. Со временем, когда появились приборы с достаточной вычислительной мощностью для вычисления текущего требуемого путевого угла, начали активно применять ортодромию (кратчайший путь), особенно для дальних маршрутов самолётов.

## Построение локсодромы сферы

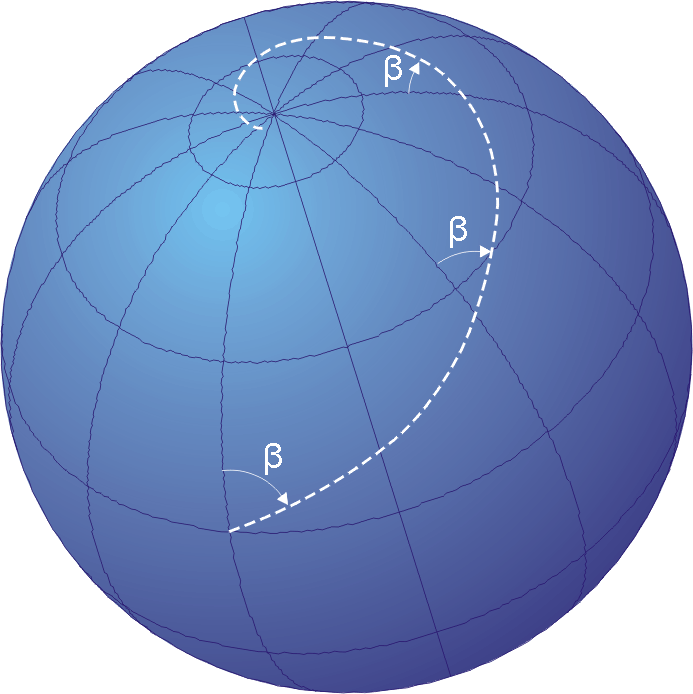
Отрезок локсодромы, от экватора до полюса

Для того чтобы на полётных картах проложить локсодромический путь, необходимо соединить конечные точки маршрута прямой линией и измерить путевой угол у среднего меридиана. Точнее, локсодромический путевой угол рассчитывается как средний угол, снятый у начальной и конечной точек маршрута. После этого полученный путевой угол строят последовательно у всех меридианов на карте, начиная от пункта вылета. Полученная при построении ломаная линия практически близко подходит к локсодромии.
Более точно локсодромический путевой угол {\displaystyle \alpha } может быть вычислен по формуле:
{\displaystyle \mathrm {tg} \alpha ={\frac {\lambda _{2}-\lambda _{1}}{\varphi _{2}-\varphi _{1}}}\cos \varphi _{m}},
- где {\displaystyle \alpha } — искомый путевой угол;
- {\displaystyle \varphi _{1}} и {\displaystyle \varphi _{2}} — широты пунктов вылета и прибытия;
- {\displaystyle \lambda _{1}} и {\displaystyle \lambda _{2}} — долготы этих пунктов;
- {\displaystyle \varphi _{m}} — средняя широта перелёта.

Пример. Определить истинный локсодромический путевой угол {\displaystyle \alpha } при полёте из г. Реймса в г. Потсдам.
Решение. Определяем координаты:
 — Реймса {\displaystyle \varphi _{1}=49^{\circ }15'=2955';\lambda _{1}=4^{\circ }02'=242';}
 — Потсдама {\displaystyle \varphi _{2}=52^{\circ }24'=3144';\lambda _{2}=13^{\circ }04'=784';}
средняя широта {\displaystyle \varphi _{m}=50^{\circ }50'}; {\displaystyle \cos 50^{\circ }50'=0{,}6316}. Следовательно,
{\displaystyle \mathrm {tg} \alpha ={\frac {784-242}{3144-2955}}0{,}6316=1{,}806},
{\displaystyle \alpha =61^{\circ }}.
Полученный результат будет правильным, если конечная точка маршрута лежит в первой четверти (0 — 90°). Если конечная точка лежит во второй четверти (90° — 180°), искомый путевой угол получают, вычитая полученное число градусов из 180°. Если же конечная точка находится в третьей четверти (180° — 270°), к полученному углу прибавляют 180°, а если в четвёртой четверти (270° — 360°), то полученный угол вычитают из 360°.
Длина локсодромии в км определяется по формулам:
а) Для углов {\displaystyle \alpha }, близких к 0° или 180°,
{\displaystyle S\approx {\frac {\varphi _{2}-\varphi _{1}}{\cos \alpha }}\cdot 1{,}852}км,
где {\displaystyle \varphi _{1}} и {\displaystyle \varphi _{2}} — широты пунктов вылета и прибытия, выраженные в минутах, или
{\displaystyle S\approx {\frac {\varphi _{2}-\varphi _{1}}{\cos \alpha }}\cdot 111{,}18}км,
где {\displaystyle \varphi _{1}} и {\displaystyle \varphi _{2}} выражены в градусах.
б) Для углов {\displaystyle \alpha }, близких к 90° или 270°,
{\displaystyle S\approx {\frac {\lambda _{2}-\lambda _{1}}{\sin \alpha }}\cdot \cos \varphi _{m}\cdot 1{,}852}км.
Разность между длинами локсодромии и ортодромии DS достигает своей максимальной величины при полёте вдоль параллели.
Так, например, длина локсодромии между Реймсом и Потсдамом из предыдущего примера может быть приближённо вычислена по формуле:
{\displaystyle S\approx {\frac {784-242}{\sin 61^{\circ }}}\cdot 0{,}6316\cdot 1{,}852\approx 725}км.

## Формулы в декартовых координатах
Параметрические формулы, задающие локсодрому с путевым углом {\displaystyle \alpha } на сфере радиуса {\displaystyle r} в декартовой системе координат, имеют вид:
{\displaystyle x=r{\frac {\cos \lambda }{\mathrm {ch} [(\lambda -\lambda _{0})\operatorname {ctg} \alpha ]}};}
{\displaystyle y=r{\frac {\sin \lambda }{\mathrm {ch} [(\lambda -\lambda _{0})\operatorname {ctg} \alpha ]}};}
{\displaystyle z=r\,\mathrm {th} [(\lambda -\lambda _{0})\operatorname {ctg} \alpha ];}
где параметр {\displaystyle \lambda } изменяется от 0 до {\displaystyle 2\pi } и является долготой точки.
Здесь {\displaystyle \mathrm {ch} } и {\displaystyle \mathrm {th} } — гиперболические косинус и тангенс.